# Rebel Yell (Album)
Rebel Yell ist der Titel des im November 1983 veröffentlichten zweiten Albums des britischen Sängers Billy Idol.

## Hintergrund
Billy Idol hatte 1982 mit seinem selbstbetitelten Debütalbum Platz 45 der US-Album-Charts erreicht und mit der ausgekoppelten Single Hot in the City ebenfalls Charterfolge in den USA und Großbritannien gehabt. Die zweite Single, White Wedding, erreichte in den USA ebenfalls die Musikcharts, in Großbritannien gelang dies erst 1985.

### Entstehung

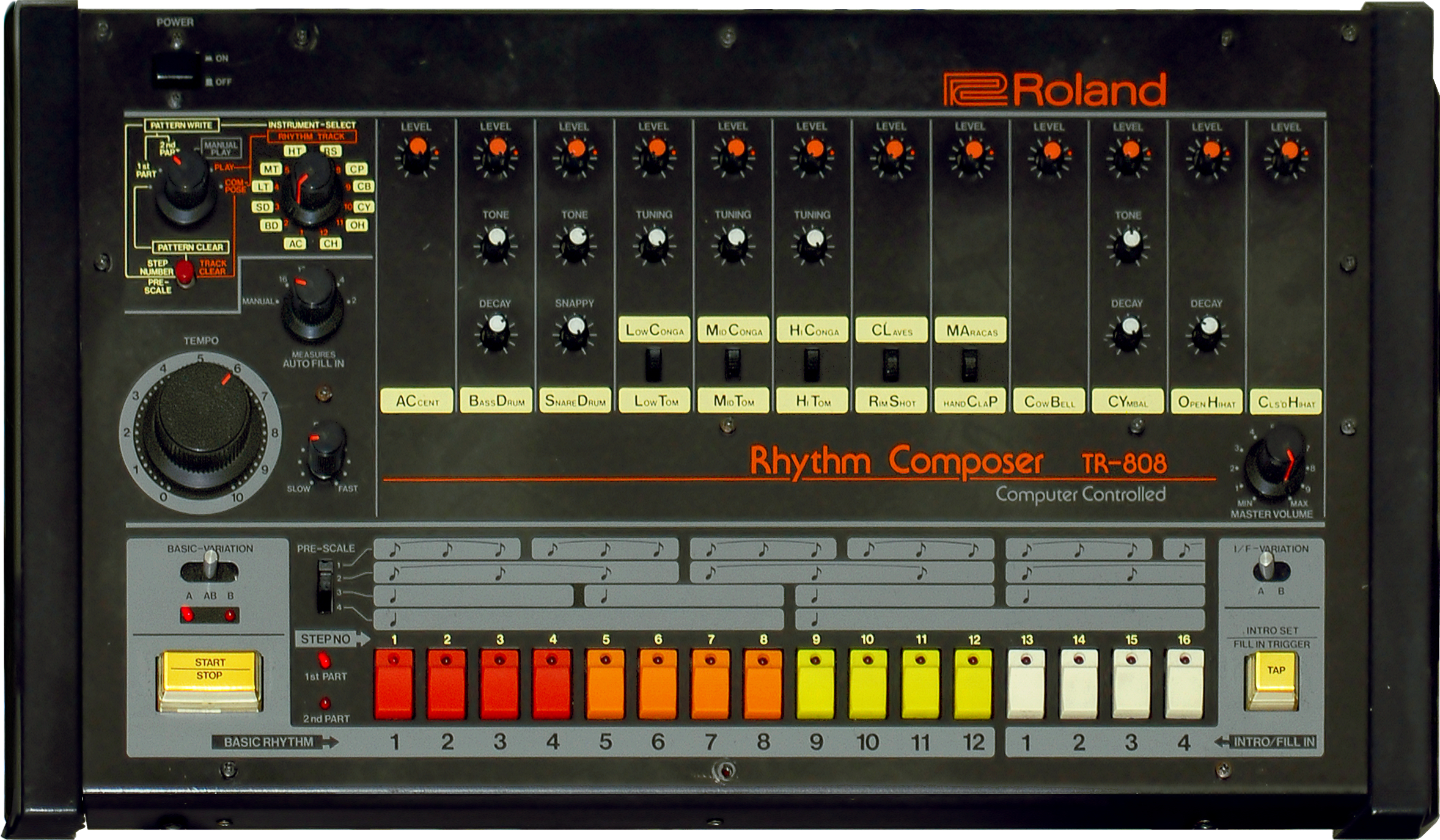
Drumcomputer Roland TR-808

Als die Band mit den Aufnahmen für das nächste Album begann, startete sie mit (Do Not) Stand in the Shadows. Die Arbeit mit dem ursprünglich für die Aufnahmen verpflichteten Schlagzeuger gestalteten sich aber schwierig, sodass der Produzent Keith Forsey einen Linn LM-1–Drumcomputer einsetzte, den er mit einem Roland TR 808 ergänzte. Auf die Mitarbeit eines Schlagzeugers wurde daraufhin bis zum Ende der Aufnahmen verzichtet.
Das Lied Flesh for Fantasy entstand nach einer Songidee, zu deren Titel Idol durch den 1943 gedrehten Film Flesh and Fantasy (deutscher Titel: Das zweite Gesicht) mit Barbara Stanwyck und Edward G. Robinson inspiriert wurde. Als Idol und Stevens ihn schrieben, handelte es sich noch um einen schnellen Rock-and-Roll-Song. Die Musiker probierten es mit einem anderen, langsameren, synkopierten Groove, der jedoch noch nicht passte, und unterbrachen die Arbeit an dem Lied, weil sie zu dieser Zeit zeitgleich auch an mehreren anderen Ideen arbeiteten. Der Song wurde ebenfalls während der Aufnahmen verändert und fertiggestellt.

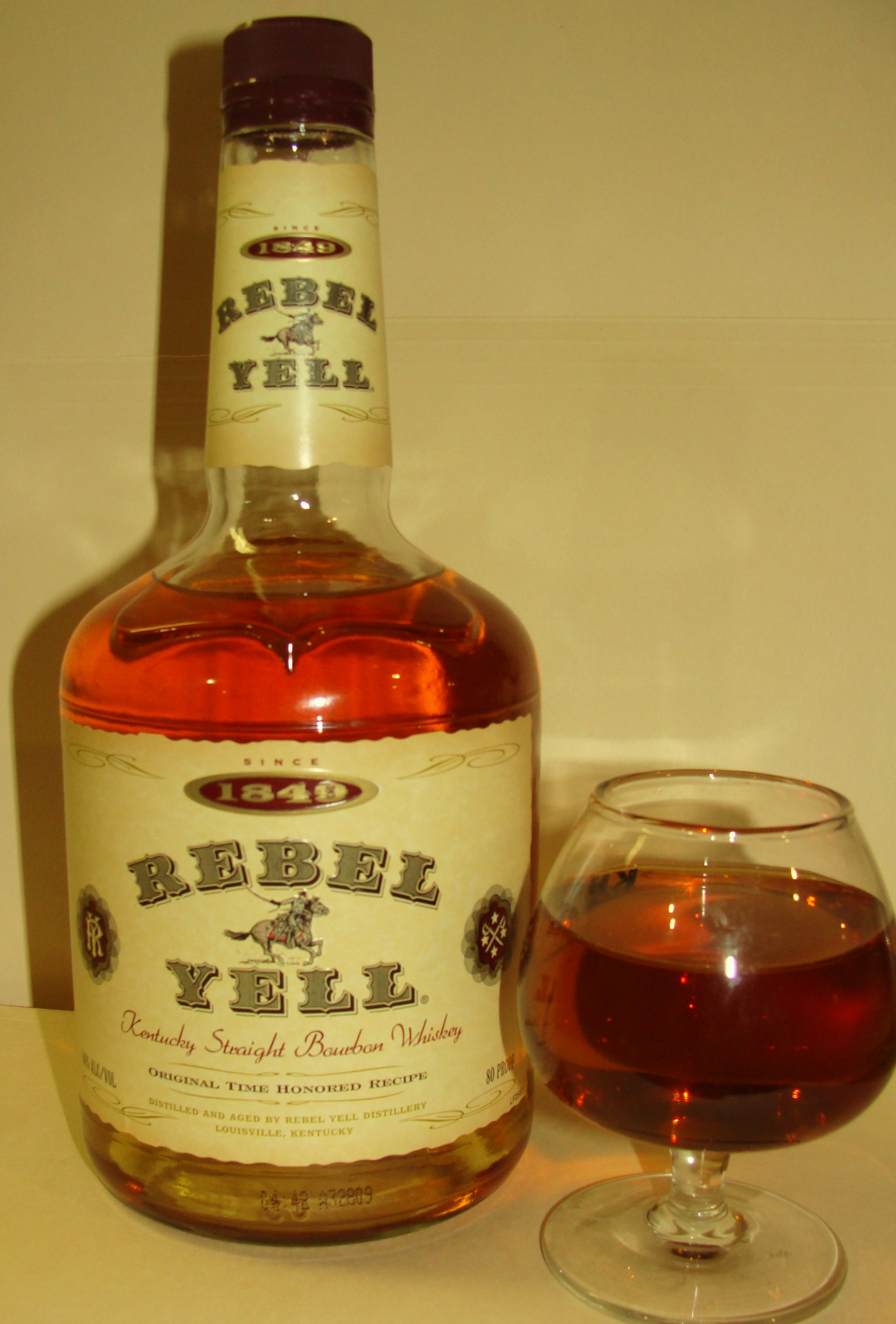
Inspiration für den Albumtitel: Rebel Yell Kentucky Straight Bourbon Whiskey

Der Albumtitel geht auf das gleichnamige Lied zurück, zu dem Idol inspiriert wurde, als er eine Veranstaltung besuchte, bei der er die ebenfalls anwesenden Rolling-Stones-Mitglieder Mick Jagger, Keith Richards und Ron Wood dabei beobachtete, wie sie Bourbon der Marke Rebel Yell tranken. Zwar war ihm die Marke unbekannt, doch der Name gefiel ihm.

“I asked. „Do you think you’d ever use that as a song title?“ I tried to convince them it wasn’t as iconic for them as Jumping Jack Flash  or Gimme Shelter, and they shook their heads and said they wouldn’t use it. „Great,“ I said. „Because I might use it as a song title, and maybe even call my next album that.“ I’m sure, they couldn't have cared the slightest (...)”

„Ich fragte. „Denkt, ihr, dass ihr das jemals als Songtitel nutzen würdet?“ Ich versuchte sie zu überzeugen, dass es für sie nicht so ikonisch war wie Jumping Jack Flash  oder Gimme Shelter, und sie schüttelten ihre Köpfe und sagten, dass sie es nicht nutzen würden. „Großartig,“ sagte ich. „Denn ich werde es wahrscheinlich als einen Songtitel benutzen, es könnte sogar sein, dass ich mein nächstes Album so nenne.“ Ich bin sicher, dass nichts sie weniger gekümmert hätte (…).“

Idol schrieb das Lied kurze Zeit später, bei darauf folgenden Proben wurde der Song weitest gehend fertiggestellt. Stevens schrieb eine 16 Takte umfassende Einleitung zu seinem Solo, doch Idol schlug vor, sie als Intro für das Lied zu verwenden.
Für Eyes Without a Face schwebte den Musikern ein „tiefer, schwerer Bass-Sound“ vor, es fiel jedoch schwer, einen Bassisten zu finden, der die Anforderung erfüllen konnte. Die Band verpflichtete schließlich den Kubaner Sal Cuevas, der bei der Broadway-Produktion des Musicals Dreamgirls arbeitete. Er liefert, wonach Idol gesucht hatte.
Weil noch Platz für weitere Songs war, nahm Idol Catch My Fall auf, für das Mars Williams ein Saxofon-Solo beisteuerte. Der letzte Songs, der für das Album aufgenommen wurde, war Crank Call.

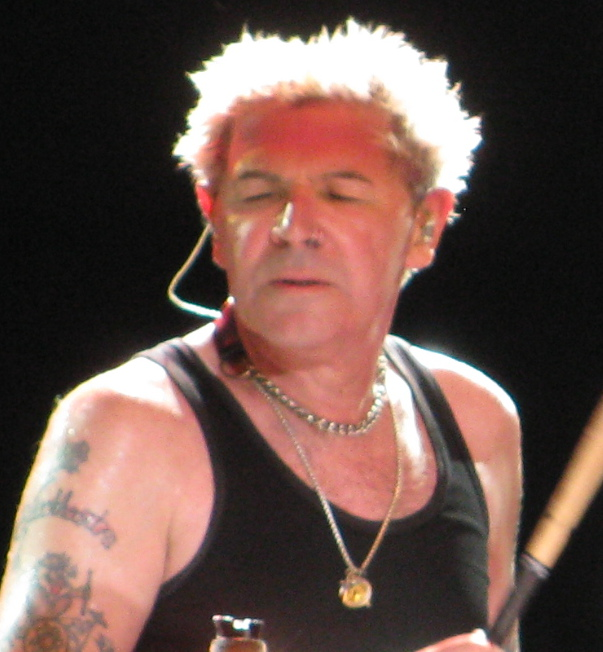
Thommy Price ersetzte die Drumcomputer

Zum Abschluss der Aufnahmen wurde der Schlagzeuger Thommy Price verpflichtet, der alle mit Drumcomputern aufgenommenen Schlagzeugspuren mit seinem natürlichen Schlagzeugspiel ersetzte. Price hatte zuvor mit Joan Jett und Patty Smyth gearbeitet. Nach Abschluss der Aufnahmen wurde er Mitglied der Band und spielte auf der Tournee.

### Singles
Das Lied Rebel Yell wurde am 24. Oktober 1983 als erste Single ausgekoppelt. Ihm folgte im April 1984 Eyes Without a Face. Mit der zweiten Single chartete Idol nicht mehr nur in Großbritannien und den USA, sondern auch in der Schweiz und Deutschland. Gleiches galt für Flesh for Fantasy (August 1984) und Catch My Fall (Oktober 1984). Von Flesh for Fantasy wurde von Gary Langan ein Below the Belt Mix genannter Remix erstellt und als Maxisingle veröffentlicht. Auf der B-Seite befand sich die Album-Version des Liedes sowie der Song Blue Highway.
Das Album erschien am 10. November 1983 zunächst auf Schallplatte und Musikkassette, 1984 erfolgte die Veröffentlichung auf CD.
Rebel Yell wurde 1999 remastert und, um einige Bonustracks erweitert, wiederveröffentlicht. Die Veröffentlichung enthielt eine Coverversion des Chris-Spedding-Liedes Motorbikin’, das 1975 ein Hit in Großbritannien und Deutschland gewesen war.

## Titelliste
| Nr.          | Titel                         | Autor(en)                 | Gastmusiker                                     | Länge |
| ------------ | ----------------------------- | ------------------------- | ----------------------------------------------- | ----- |
| 1.           | Rebel Yell                    | Billy Idol, Steve Stevens |                                                 | 4:45  |
| 2.           | Daytime Drama                 | Idol, Stevens             |                                                 | 4:58  |
| 3.           | Eyes Without a Face           | Idol, Stevens             | Sal Cuevas (Bass), Perri Lister (Backing Vocal) | 5:05  |
| 4.           | Blue Highway                  | Idol, Stevens             |                                                 | 4:37  |
| 5.           | Flesh for Fantasy             | Idol, Stevens             |                                                 | 3:57  |
| 6.           | Catch My Fall                 | Idol                      | Mars Williams (Saxophon)                        | 3:56  |
| 7.           | Crank Call                    | Idol, Stevens             |                                                 | 3:19  |
| 8.           | (Do Not) Stand in the Shadows | Idol, Stevens             | Jack Waldman (Keyboards)                        | 3:45  |
| 9.           | The Dead Next Door            | Idol, Stevens             |                                                 | 5:20  |
| Gesamtlänge: | Gesamtlänge:                  | Gesamtlänge:              | Gesamtlänge:                                    | 39:51 |

| Nr. | Titel                            | Autor(en)                 | Gastmusiker                                     | Länge |
| --- | -------------------------------- | ------------------------- | ----------------------------------------------- | ----- |
| 1.  | Rebel Yell                       | Billy Idol, Steve Stevens |                                                 | 4:45  |
| 2.  | Daytime Drama                    | Idol, Stevens             |                                                 | 4:58  |
| 3.  | Eyes Without a Face              | Idol, Stevens             | Sal Cuevas (Bass), Perri Lister (Backing Vocal) | 5:05  |
| 4.  | Blue Highway                     | Idol, Stevens             |                                                 | 4:37  |
| 5.  | Flesh for Fantasy                | Idol, Stevens             |                                                 | 3:57  |
| 6.  | Catch My Fall                    | Idol                      | Mars Williams (Saxophon)                        | 3:56  |
| 7.  | Crank Call                       | Idol, Stevens             |                                                 | 3:19  |
| 8.  | (Do Not) Stand In The Shadows    | Idol, Stevens             | Jack Waldman (Keyboards)                        | 3:45  |
| 9.  | The Dead Next Door               | Idol, Stevens             |                                                 | 5:20  |
| 10. | Rebel Yell (Session Take)        | Idol, Stevens             |                                                 | 5:27  |
| 11. | Motorbikin’ (Session Take)       | Chris Spedding            |                                                 | 4:16  |
| 12. | Catch My Fall (Original Demo)    | Idol, Stevens             |                                                 | 4:11  |
| 13. | Flesh for Fantasy (Session Take) | Idol, Stevens             |                                                 | 5:09  |
| 14. | Blue Highway (Original Demo)     | Idol, Stevens             |                                                 | 4:58  |

## Deluxe-Neuauflage
Zum 40-jährigen Jubiläum des Albums wurde im April 2024 eine Deluxe-Neuauflage auf 2 CDs und 2 LPs mit 13 Bonustracks, darunter das bisher unveröffentlichte „Best Way Out of Here“ und das Cover von „Love Don't Live Here Anymore“ aus den Originalsessions sowie Originaldemos und der Poolside-Remix von „Eyes Without a Face“ veröffentlicht.
Am 13. März 2024 veröffentlichte Billy Idol das Video zu „Love Don't Live Here Anymore“ auf YouTube.

## Rezeption
In einer zeitgenössischen Rezension in Musikexpress schrieb Harald Inhülsen, Billy Idol sei „für den Power-Pop, was Michael Jackson für die angesagte Disco-Musik“ bedeute: Hübsche junge Männer, die „mit der Mode“ gingen „und ihren Zorn unterm Mantel des Edel-Prinzen“ trügen. Demzufolge sei Rebel Yell „ein völlig verpopptes/verspieltes Punk-Unternehmen“, von „gleicher Machart“ wie Jacksons Thriller „ein verpopptes, an der Disco orientiertes Funk-Werk“ gewesen sei. Das Songwriting mit Steve Stevens habe die Lieder „hard-rockiger und interessanter“ gemacht. Das Titelstück knüpfe an Idols „bewährten Stil an“, wie man ihn von Rockern wie White Wedding und Dancing With Myself kenne. Flesh for Fantasy sei eine „voluminöse Vollmond-Ballade“, Blue Highway beginne mit einem „Jimi-Hendrix-Versuch des Gitarristen, ehe das Lied in die Pop-Welt“ abhebe. Inhülsens Fazit: Rebel Yell sei „kommerzieller amerikanischer Pop-Rock, nicht so aufregend wie Alan Vegas Saturn Strip, aber ebenso attraktiv wie die Cars“.
Good Times urteilte 2010 rückblickend, die „Energie des Punk“ (Blue Highway) und „ein Gespür für eingängige Melodien“ (Eyes Without a Face) charakterisierten das Album, das „besonders durch das Gitarrenspiel von Steve Stevens in Richtung New Wave gesteuert“ werde, ohne dabei „kalt oder düster zu wirken“.
Bei laut.de schrieb Dani Fromm, Idol habe „aus den Sechzigern den Rock’n'Roll mitgebracht, aus den Siebzigern die theatralische Rock-Kombination "E-Gitarre vor wuchtigen Drums" und den Groove von Disco“. Die eben frisch angebrochene Dekade (der 1980er) steuere „noch ordentlich New Wave und Synthies bei“. In „vielerlei Hinsicht“ habe es sich bei Rebel Yell um eine „Fortsetzung des selbstbetitelten Debüts“ gehandelt, es habe „offenbar gar nichts anderes“ sein wollen und sollen. Die Nummerierung der Plattenseiten mit „3“ und „4“ spräche „diesbezüglich eine deutliche Sprache“. Bei Catch My Fall lasse Idol „den inneren Elvis von der Leine“. Drunter pluckere „ein cooler Bass“, und ein Saxofonsolo passe auch noch rein. (Do Not) Stand In The Shadows sei eine „Uptempo-Dance-Nummer“, Crank Call nichts als Hardrock. In seiner Gesamtheit sei Rebel Yell wohl „eher so etwas wie der Archaeopteryx, eine evolutionäre Zwischenstufe, das fehlende Bindeglied“ (zum Punk): die „Album gewordene Ver-Pop-pung von Punkrock“. Darüber „nicht wie der billige Jakob“ zu wirken, der „im Bauchladen seine Subkultur“ verramsche, sei „vielleicht Billy Idols bewundernswerteste“ Leistung.
Ox, ein Fanzine für Punkrock, Hardcore Punk, Rock ’n’ Roll und andere alternative Musik, meinte 2018, es sei „nicht um ein spätes Erweckungserlebnis in Sachen 77er Punk, sondern um die telegene Punkrevolte von der Schulbank“ gegangen, die niemandem wehgetan habe und „niemals kontrovers“ gewesen sei.

## Kommerzieller Erfolg

### Chartplatzierungen
In den Musikcharts der damals bedeutenden Musikmärkte war das Album erfolgreich: In den USA und Deutschland kam es in die Top Ten, in Großbritannien immerhin auf Platz 36. Die erste ausgekoppelte Single, das titelgebende Lied Rebel Yell, erreichte in den britischen Charts zunächst nur Platz 62, wurde dort aber 1985 noch einmal veröffentlicht und gelangte dann bis auf Platz sechs. Ähnliches galt für Catch My Fall: Das Lied erreichte erst im Jahr 1988 eine Platzierung in den britischen Charts.
| ChartsChartplatzierungen       | Höchstplatzierung | Wochen |
| ------------------------------ | ----------------- | ------ |
| Deutschland (GfK)              | 2 (50 Wo.)        | 50     |
| Schweiz (IFPI)                 | 16 (13 Wo.)       | 13     |
| Vereinigte Staaten (Billboard) | 6 (82 Wo.)        | 82     |
| Vereinigtes Königreich (OCC)   | 36 (11 Wo.)       | 11     |

| ChartsJahrescharts (1984) | Platzierung |
| ------------------------- | ----------- |
| Deutschland (GfK)         | 62          |

### Auszeichnungen für Musikverkäufe
Rebel Yell wurde in den USA am 6. April 1984 mit einer Goldenen Schallplatte, und am 20. Juni 1984 mit einer ersten Platinschallplatte ausgezeichnet. Im Januar 1985 erhielt Idol für das Album Doppelplatin. In Deutschland erhielt Rebel Yell 1985 eine Goldene Schallplatte.
| Land/Region                  | Auszeichnungen für Musikverkäufe (Land/Region, Auszeichnung, Verkäufe) | Verkäufe  |
| ---------------------------- | ---------------------------------------------------------------------- | --------- |
| Brasilien (PMB)              | Platin                                                                 | 250.000   |
| Deutschland (BVMI)           | Gold                                                                   | 250.000   |
| Kanada (MC)                  | 5× Platin                                                              | 500.000   |
| Neuseeland (RMNZ)            | 3× Platin                                                              | 60.000    |
| Vereinigte Staaten (RIAA)    | 2× Platin                                                              | 2.000.000 |
| Vereinigtes Königreich (BPI) | Silber                                                                 | 60.000    |
| Insgesamt                    | 1× Silber · 1× Gold · 11× Platin ·                                     | 3.120.000 |